# Нове (Степанівська сільська громада)
Нове́ (до 01.02.1945 — Ново-Наксія) — село в Україні, у Степанівській сільській громаді Роздільнянського району Одеської області. Населення становить 28 осіб.

## Історія
У 1896 році на хуторі Нова Наксія Ново-Петрівської волості Тираспольського повіту Херсонської губернії, було 5 дворів, у яких мешкало 34 людини (16 чоловік і 18 жінок); при хуторі Бугай.
На 1 січня 1906 року на хуторі Нова Наксія Ново-Петрівської волості Тираспольського повіту Херсонської губернії, яке розташоване на лівій стороні балки Дівка, були суспільні наділи колишніх поміщицьких селян; проживали малороси; існували колодязі; 5 дворів, в яких мешкало 44 людини (20 чоловіків і 24 жінок). 
У 1916 році на хуторі Ново-Наксія Новопетрівської волості Тираспольського повіту Херсонської губернії, мешкало 3 людей (2 чоловіка і 1 жінка).
Станом на 28 серпня 1920 р. на хуторі Ново-Наксія Ново-Петрівської (Савицької) волості Тираспольського повіту Одеської губернії, було 3 домогосподарства. Для 3 домогосподарів рідною мовою була українська. На хуторі 18 людей наявного населення (7 чоловіків і 11 жінок). Тимчасово відсутні — 2 чоловіків (солдати Червоної Армії).
Станом на 1 вересня 1946 року хутір був у складі Бугайської сільської Ради.

## Населення
Згідно з переписом УРСР 1989 року чисельність наявного населення села становила 52 особи, з яких 22 чоловіки та 30 жінок.
За переписом населення України 2001 року в селі мешкало 36 осіб.

### Мова
Розподіл населення за рідною мовою за даними перепису 2001 року:
| Мова       | Відсоток |
| ---------- | -------- |
| українська | 97,22 %  |
| болгарська | 2,78 %   |